# Гней Папирий Елиан Емилий Тускил
Вижте пояснителната страница за други личности с името Гней Папирий Елиан.
Гней Папирий Елиан Емилий Тускил (на латински: Gnaeus Papirius Aelianus Aemilius Tuscillus) e политик и сенатор на Римската империя през 2 век.

## Биография
Произлиза от фамилията Папирии.
От 132 до 135 г. той е управител на римската провинция Горна Дакия. През 135 г. Папирий е суфектконсул заедно с Публий Рутилий Фабиан.
Баща е вероятно на Гней Папирий Елиан (суфектконсул 157 г.) и дядо на Гней Папирий Елиан (консул 184 г.).